# Parcul Rozacrucian

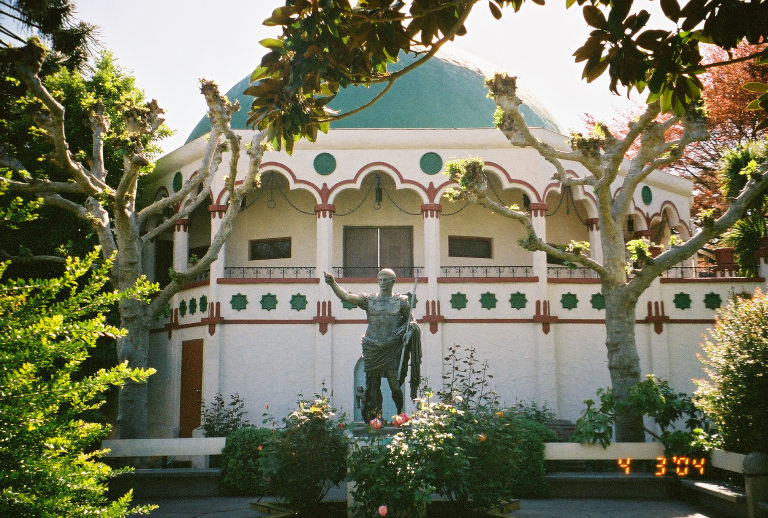
Planetariumul AMORC din San Jose, California. Statuia îl reprezintă pe Cezar August și este o replică a sculpturii denumite Augustus de Prima Porta.

Parcul Rozacrucian este sediul Marii Loji de limba engleză pentru Americi a Anticului și Mistic Ordin al Roza-Crucii, situat în localitatea San Jose, California. Parcul ocupă o zonă de mărimea unui cartier urban și include Muzeul Egiptean Rozacrucian, clădirea administrativă a Ordinului, Planetariumul Rozacrucian, Grădina Rozacruciană a Păcii, Biblioteca de Cercetare Rozacruciană, Marele Templu, o fântână centrală și grădini. Cu excepția planetariumului, toate clădirile din Parcul Rozacrucian au exterioarele construite într-un stil arhitectural inspirat din cel tradițional al Egiptului antic. În parc se mai găsește Altarul lui Akhenaton (denumit după faraonul Akhenaton din Dinastia a XVIII-a), unde este depusă cenușa fondatorului AMORC Harvey Spencer Lewis, precum și a altor foști conducători ai ordinului. Printre ultimele construcții din Parc, se regăsește Grădina Păcii, inaugurată în anul 2004 de către Imperatorul Rozacrucian Christian Bernard. În recunoașterea denumirii, alături de Biblioteca de Cercetare din parc, se află și o grădină cu roze. Ca un tribut adus susținerii rădăcinilor egiptene ale tradiției Ordinului, peisajul mai cuprinde și plantele cyperus papyrus.

## Galerie foto
Fotografie din interiorul Parcului Rozacrucian.

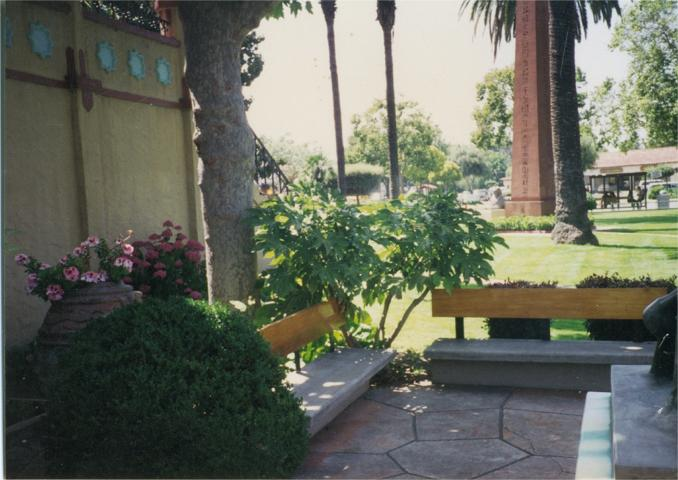